# Real Audiencia de La Habana
La Real Audiencia de La Habana fue un tribunal de la Corona española en la isla de Cuba, creada por real decreto del 18 de agosto de 1838. Estaba conformada por el presidente que a su vez lo era de la Real Audiencia de Santiago —y al mismo tiempo, gobernador de la Capitanía General de Cuba— además de un regente, cuatro ministros, dos fiscales y dos porteros.

## Antecedentes

### Real Audiencia de Santiago de Cuba
La Real Audiencia de Santo Domingo se había trasladado inicialmente en Santiago de Cuba desde 1799, ya que la isla de Santo Domingo había sido cedida a Francia en 1795 por el Tratado de Basilea.

### Real Audiencia de Puerto Príncipe
El 31 de julio de 1800 la audiencia pasó a la ciudad de Santa María del Puerto Príncipe —actual Camagüey— por lo cual pasó a llamarse Real Audiencia de Puerto Príncipe cuya jurisdicción recaía sobre la isla de Cuba, la Luisiana y la Florida.
Permaneció en Puerto Príncipe hasta 1808 cuando se la volvió a trasladar pero esta vez a La Habana, aunque por poco tiempo, para reinstalarse posteriormente en Puerto Príncipe.

## Definitiva instalación en La Habana
La Real Audiencia de La Habana fue creada por real decreto del 18 de agosto de 1838, en el cual expresa lo siguiente:

Artículo 1°: Se erigirá inmediatamente en la Habana una Audiencia con las mismas facultades y categorías que por las leyes de Indias pertenecen á las Audiencias pretoriales (...) 

Artículo 2°: Continuará en Puerto Príncipe la Audiencia que reside actualmente. 

Artículo 3°: El territorio de la Audiencia de Puerto Príncipe quedará limitado á las dos provincias ó departamentos denominados Oriental y Central de la Isla de Cuba, en el último de los cuales están comprendidos los gobiernos de Trinidad y Nueva Colonia Fernandina de Jagua. Lo demás del territorio de la mencionada Isla queda asignado á la Audiencia de la Habana.

Estaba conformada por un regente, cuatro ministros, dos fiscales y dos porteros. El Capitán General de la isla de Cuba era el presidente de ambas Audiencias.

## Reinstalación de otras reales audiencias en Cuba
La Audiencia de Puerto Príncipe fue suprimida en 1853. En 1868 fue restablecida como Real Audiencia en Camagüey con jurisdicción sobre los departamentos Central y Oriental de Cuba.
El 1º de julio de 1871 fue establecida la Real Audiencia de Santiago de Cuba, poco después abolida y recreada el 28 de noviembre de 1898, permaneciendo luego de la independencia de Cuba.